# Majer Wolanowski

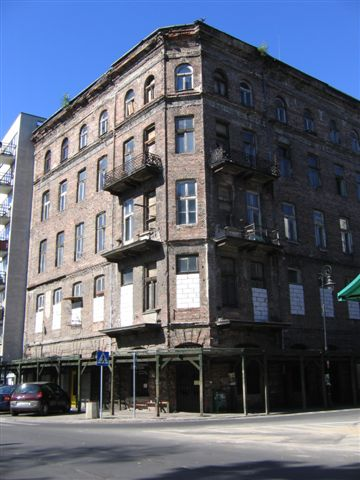
Kamienica Majera Wolanowskiego, stan z lipca 2006

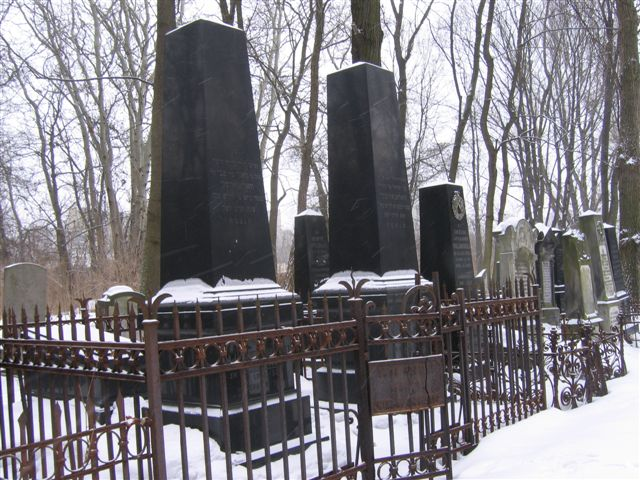
Nagrobki Majera Wolanowskiego i jego rodziny na cmentarzu żydowskim w Warszawie

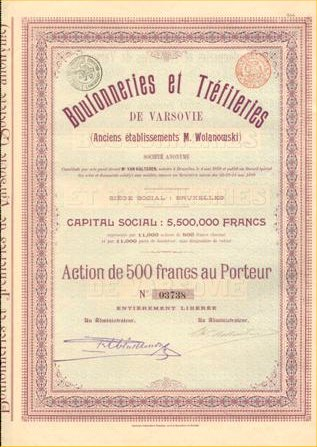
Boulonneries et Trefilleries de Varsovie (ancien etablissements M. Wolanowski), akcja na okaziciela (action au porteur)

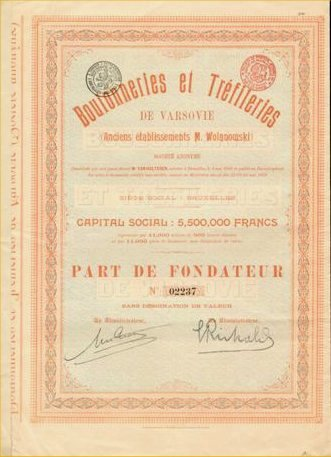
Boulonneries et Trefilleries de Varsovie (ancien etablissements M. Wolanowski), świadectwo założycielskie (part defondateur)

Majer Wolanowski (ur. 1844 w Przysusze, zm. 13 lipca 1900 w Warszawie) – polski przemysłowiec i fabrykant pochodzenia żydowskiego.

## Życiorys
W połowie XIX wieku przyjechał do Warszawy z Radomskiego, gdzie jego ojciec posiadał niewielką fabrykę okuć budowlanych. W 1858 roku założył sklep wyrobów żelaznych przy Placu Grzybowskim w Warszawie. W 1863 roku przebywał w Westfalii, poznając tamtejszy przemysł hutniczy i przetwórczy. Swą pierwszą fabrykę założył w 1874 roku przy ul. Gęsiej w Warszawie (obecnie ul. Anielewicza), produkując w niej drut, gwoździe i tekturę dachową. Surowce do produkcji sprowadzał z Nadrenii, a po sukcesywnym wprowadzaniu ceł protekcyjnych przez Rosję, korzystał z surowców nowo budowanych hut w Zagłębiu Dąbrowskim (m.in. z huty „Puszkin”, późniejszej „Staszic” w Sosnowcu). Wkrótce potem przeniósł działalność do nowo zbudowanej fabryki przy ul. Gęsiej 81, rozbudowanej później na sąsiedniej posesji, przy ulicy Glinianej 5. Rozszerzył produkcję na wyroby na potrzeby kolei żelaznych, telegrafu, telefonów, a także łańcuchy, śruby i mutry. Pod koniec XIX wieku wspólnikiem Majera został jego syn Jerzy. 
W 1898 roku fabryka weszła w spółkę z konsorcjum banków i przemysłowców z Belgii, w 1899 roku, pod nazwą Boulonneries et Trefilleries de Varsovie (ancien etablissements M. Wolanowski) wyemitowała akcje na okaziciela (action au porteur - w pełni opłacone) oraz świadectwa założycielskie (part defondateur) na łączną sumę 5 500 000 franków belgijskich. Zarówno ta decyzja, jak i rozwój telegrafu i kolei w Rosji doprowadziły do olbrzymiego rozwoju fabryki, zahamowanego na jakiś czas śmiercią Wolanowskiego. Sama fabryka działała do 1939 roku, w 1944 jej budynki spalono, obecnie na jej terenie stoją bloki mieszkalne, a teren dawnych hal produkcyjnych przecina ulica Esperanto.
Majer Wolanowski zmarł w wyniku następstw katastrofy kolejowej pod Warszawą (dzisiejsza dzielnica Włochy), której uczestnikiem był także pisarz Władysław S. Reymont. Reymont, jako poszkodowany w wypadku, był też świadkiem śmierci Wolanowskiego w warszawskim Szpitalu Praskim. Wolanowski pochowany został w alei głównej cmentarza żydowskiego przy ulicy Okopowej w Warszawie (kwatera 71).
Do Wolanowskiego należała jedna z najbardziej znanych warszawskich kamienic przy ul. Próżnej 14. 26 czerwca 2018 r. Hanna Gronkiewicz-Waltz poinformowała, że kamienica, po koniecznej renowacji, ma zostać nową siedzibą Teatru Żydowskiego im. Estery, Rachel i Idy Kamińskich.
Jego prawnukami byli: Lucjan Kon-Wolanowski (1920–2006), pisarz i reporter oraz Elżbieta Wassongowa (1908–2007), redaktor i tłumaczka literatury pięknej.